# 清田十一
清田 十一（きよた じゅういち、1922年1月15日 - 1994年11月2日）は、熊本県出身のJRA元騎手、元調教師。

## 来歴
熊本県生まれ。名前の由来は大正11年生まれからである。1937年に伊藤勝吉に入門して騎手見習となり、1941年4月26日の春季阪神競馬6日目第2競走で初騎乗、8日後の5月8日、春季京都競馬3日目第1競走で初勝利を挙げる。その後も、一時期を除き伊藤勝吉厩舎の主戦騎手として騎乗し、1963年に伊藤が亡くなってからは、兄弟子の松田由太郎厩舎を経て高橋直三厩舎に移った。
清田の全盛期は1950年代から1960年代前半で、この間桜花賞を2勝、優駿牝馬を1勝した他、重賞25勝を挙げ、1956年から1957年にかけて、関西リーディングジョッキーの座に着くなど活躍した。
騎手としては高齢の48歳まで乗り続け、晩年まで、騎乗スタイルは天神乗りと呼ばれる形を崩さなかった。1970年2月28日に騎手を引退、調教師免許を取得して調教師に転進した。調教師に転じてからは、1974年にマチカネハチローでマイラーズカップを勝ち重賞初制覇し、1989年にはライトカラーで優駿牝馬（オークス）を勝ち、G1級重賞制覇と騎手と調教師の両方でのオークス制覇を果たすなど、通算重賞8勝を挙げた。
弟子として境直行や柴田光陽（いずれも元・調教師）を育て、また、自身の病気により1989年に調教師免許を取得した柴田に厩舎を譲る形で1990年2月28日付で調教師を勇退した。
調教師引退後、故郷熊本県の荒尾競馬場で馬主となった清田は、かつて自らの厩舎に所属していた競走馬であるショウモンライフクを譲り受けて荒尾所属の小佐井美喜調教師に預け、1992年のオールカマーに出走させた。結果は14着であったが、地方競馬所属とは言え、JRAの元調教師が馬主の馬が、JRAの競走に出走する例は大変珍しかった。
前述の通り、調教師としての晩年に肺の病にかかり、ライトカラー優勝時の談話では「手術で片方の肺しかなくて、トレセンにもそう行かないのに…ホンマ冥土の土産ができた」と語っていたほどであった。結局、清田も晩年は病との闘いとなり、勇退から5年経った1994年11月2日に死去した。

## 通算成績（騎手時代・日本競馬会時代の成績を含む）
|          | 1着 | 2着 | 3着 | 4着以下 | 騎乗回数 | 勝率 | 連対率 |
| -------- | --- | --- | --- | ------- | -------- | ---- | ------ |
| 通算成績 | 787 | 641 | 571 | 1,939   | 3,938    | .200 | .363   |

- 初騎乗 1941年4月26日 ヒロリス（7着）
- 初勝利 1941年5月4日 ユウキユウ

### 代表騎乗馬
- ツキカワ（1951年桜花賞）
- ヤシマベル（1955年桜花賞）
- オーカン（1959年優駿牝馬）
- シーザー（1960年朝日チャレンジカップ、1961年阪急杯、1962年スワンステークス）
- ミスケイコ（1961年京都杯、1962年阪急杯 ヒデコトブキの母）

### 代表管理馬
- ライトカラー（1989年優駿牝馬）
- マチカネタイテイ（1978年京阪杯 福永洋一最後の重賞制覇となった）
- マチカネハチロー（1974年マイラーズカップ）

## 主な厩舎所属者
※太字は門下生。括弧内は厩舎所属期間と所属中の職分。
- 境直行（1970年-1981年 騎手）
- 柴田光陽（1975年-1989年 騎手）
- 梅野信一（1979年-1990年 騎手）